# Lasiogryllus albipalpus
Lasiogryllus albipalpus är en insektsart som beskrevs av Lucien Chopard 1930. Lasiogryllus albipalpus ingår i släktet Lasiogryllus och familjen syrsor. Inga underarter finns listade i Catalogue of Life.